# Enhydrosoma lacunae
Enhydrosoma lacunae är en kräftdjursart som beskrevs av Jakubisiak 1933. Enhydrosoma lacunae ingår i släktet Enhydrosoma och familjen Cletodidae. Inga underarter finns listade i Catalogue of Life.